# Edith Crash

Edith Crash es el nombre artístico de Carole Sabouraud (5 de octubre de 1983)  una cantautora francesa. 

## Carrera
Afincada en España durante años, Edith Crash graba su primer LP "De L'Autre Côté" en 2011 gracias a una beca de La Casa De La Música L'Hospitalet.
En 2012 participa al festival Primavera Sound  y Barnasants en Barcelona antes de mudarse a Los Angeles en 2013.
En 2015 su canción Casser remezclada por el artista chileno Sokio es parte de la banda sonora de la película Knock Knock dirigida por Eli Roth  y protagonizada por Keanu Reeves, Lorenza Izzo y Ana de Armas.
El mismo año graba el disco Partir  con el productor y músico Alain Johannes colaborador de  Chris Cornell, Queens of the Stone Age, Eddie Vedder, Them Crooked Vultures, Mark Lanegan, The Desert Sessions, etc.

## Discografía
- De L'Autre Côté - (2011)[11]
- Inonde with Alex Augé - Vagueness Records (2012)[12]
- Partir -  (2015)
- Frenzy -  (2019)